# Oscar Klein

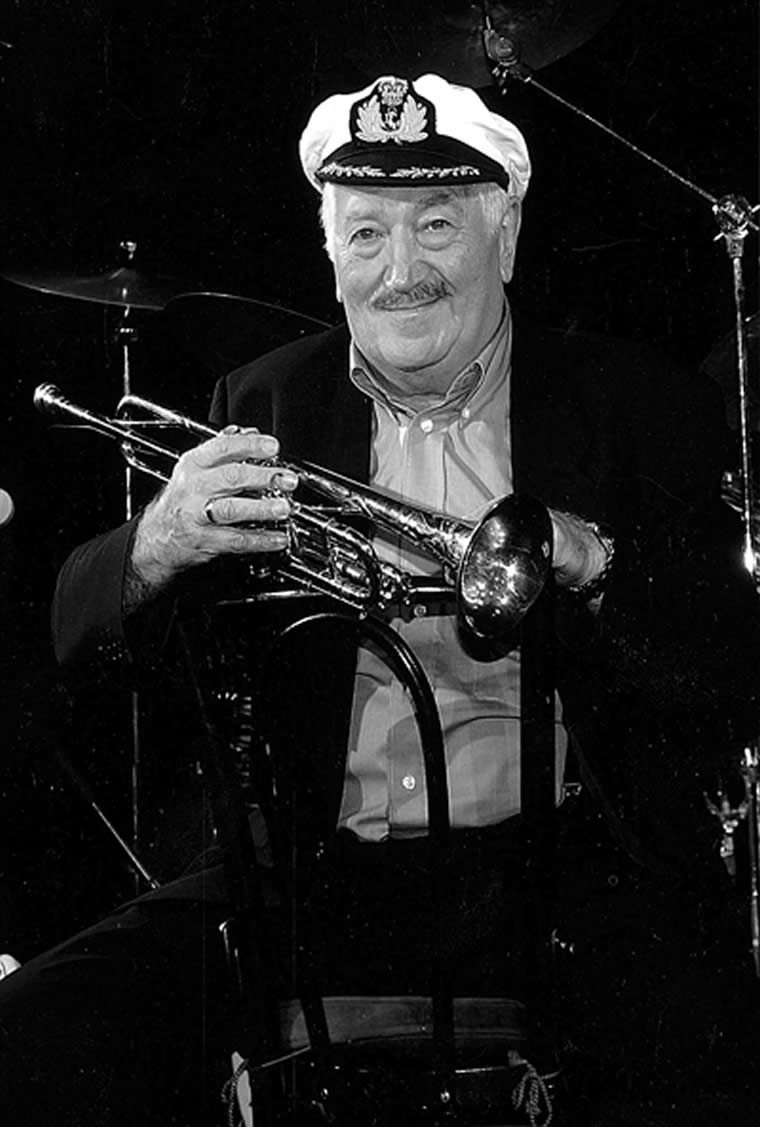
Oscar Klein 2004

Oscar Klein (* 5. Jänner 1930 in Graz; † 12. Dezember 2006 in Plüderhausen, Deutschland) war ein österreichischer Musiker des Oldtime und Mainstream Jazz. Er spielte Trompete und Gitarre, aber auch Banjo, Klarinette und Mundharmonika. „Überzeugend wie kaum ein anderer europäischer Trompeter“ beherrschte er das traditionelle Ausdrucksspektrum dieses Instruments, während er als Gitarrist auf Einflüssen von Eddie Condon, Freddie Green und Toots Thielemans eine eigene Stilistik aufbaute.

## Leben und Wirken
Aufgrund der jüdischen Herkunft musste Kleins Familie vor den Nazis fliehen. Klein erhielt 1943, als er dort während des Faschismus mit seiner Familie in einem kleinen italienischen Bergdorf interniert war, Mandolinen-Unterricht beim Dorflehrer. Während der Ausbildung an der Basler Kunstgewerbeschule ab 1944 entdeckte er im Hot Club Basel den Jazz. Bei den „Feetwarmers“ um den Trompeter Freddie Höhn und den Klarinettisten Otto Flückiger machte er erste Erfahrungen als Gitarrist. 1948 trat Klein in Florenz eine Stelle als Zeichen- und Handarbeitslehrer an und versuchte dort, gleichgesinnte Musiker zu finden. Für die geplante Original Florence New Orleans Band fehlte allerdings der Trompeter, und so kam er zu seinem zweiten Instrument. Bei einem Ferienbesuch in Innsbruck begegnete er dem Klarinettisten Fatty George; 1952 wurde er Mitglied von dessen Band. Diese Band war eine der wichtigsten der Wiener Jazz-Szene der 1950er Jahre, mit Musikern wie Bill Grah, Karl Drewo und Joe Zawinul. 1958 wechselte Klein zur Schweizer Chicago-Stil-Band Tremble Kids.
Er heiratete die Jazzsängerin Miriam Klein und gründete in Basel eine Familie. Von den vier gemeinsamen Kindern ist der 1961 geborene David Klein ebenfalls als Musiker und Komponist bekannt geworden.
Ab Ende 1959 arbeitete er mehrere Jahre in der Dutch Swing College Band. Seit 1963 war er vor allem als Bandleader mit verschiedenen eigenen Formationen unterwegs. Zuerst in einem Trio mit Miriam Klein und Isla Eckinger, später vor allem mit Oscar Klein’s Jazzshow. Daneben arbeitete er mit Gastsolisten, wie Albert Nicholas, Joe Turner, Cootie Williams und Joe Venuti und erwarb sich internationale Anerkennung. Seit 1973 legte er einen Reigen von Alben unter eigenem Namen vor, trat aber auch wieder mit den Tremble Kids auf und – bis zu dessen Tod im Jahre 1982 – mit Fatty George. 1981 gründete er „Big Four“, eine italienisch-schweizerische Gruppe des Chicago-Jazz. Anfang der 1990er tourte er mit wechselnd besetzten „European Dixieland All Stars“ und trat auch mit seinen „European Alls Stars“ auf, zu denen Charly Antolini und Barbara Dennerlein gehörten. Er arbeitete auch mit Romano Mussolini, dem Sohn des faschistischen „Duce“, zusammen.
In der Schweizer Fernsehserie „History of Jazz“ wirkte er als Moderator. Er gab außerdem viele Jahre lang erzieherische Konzerte in Schulen, zuerst zusammen mit Jerry Ricks, später mit Thomas Moeckel. Er glaubte fest, dass eine Jazzdarbietung sowohl musikalisch hochstehend als auch unterhaltend sein kann.
Er war nicht nur einer der bedeutendsten Musiker des europäischen „Trad-Jazz“, sondern auch ein hervorragender Entertainer, mit (schon fast legendären) humoristischen Ansagen und der Kapitänsmütze als optischem Markenzeichen.
Oscar Klein hat weiterhin mit folgenden Musikern Aufnahmen gemacht: Lionel Hampton, Roy Eldridge, Earl Hines, Bud Freeman, Wild Bill Davison, Peanuts Hucko, Sammy Price, Ralph Sutton, Emil Mangelsdorff, Dexter Gordon, Slide Hampton, Wallace Bishop, Fritz Pauer, Lino Patruno, Jan Jankeje, Ludwig Stimmler, Hans Rettenbacher, Henri Chaix, Jimmy Woode, Gus Backus und Michael Pewny.
Insgesamt hat er mehr als 50 CDs und 130 LPs eingespielt.
Zusätzlich unterrichtete er Gitarre und veröffentlichte zusammen mit dem Schüler Caesar Perrig Pickin’ the blues. Ein Lehrbuch für Finger-Stil Gitarre, zu dem auch zwei LPs gehören.
Oscar Klein starb in seiner Wahlheimat Plüderhausen in Baden-Württemberg, wo er zuletzt mit seiner zweiten Frau Karin lebte.
Seine Schwester Marion Fischer ist als Zeitzeugin aktiv.

## Preise und Auszeichnungen
Am 19. Oktober 2005 erhielt er die Ehrenmedaille der Bundeshauptstadt Wien in Silber. In seiner österreichischen Heimat bekam er dazu den Berufstitel Professor verliehen.

## Publikationen
- Pickin’ the blues. Ein Lehrbuch für Finger-Stil Gitarre. ISBN 978-3-921275-00-9
- Band guitar – a selection of traditional blues and swing tunes (inkl. Kassette),  (1978) Nobile Verlag